# Calloserica raksensis
Calloserica raksensis är en skalbaggsart som beskrevs av Ahrens 2004. Calloserica raksensis ingår i släktet Calloserica och familjen Melolonthidae. Inga underarter finns listade.